# لساني الشيرازي
لساني الشيرازي (ت. 941 هـ) هو من شعراء فارس في القرن العاشر الهجري.
هو عبد العزيز الشيرازي البغدادي التبريزي، المعروف بلساني. قضى أكثر أيامه في بغداد وتبريز و توفي بتبريز سنة 941 هـ، وقيل سنة 942 هـ، وقيل سنة 940 هـ.